# Randy W. Berry
Randy William Berry  (Colorado, 1965) es un diplomático estadounidense que sirvió como embajador de los Estados Unidos en Namibia. Anteriormente se desempeñó como embajador en Nepal y el primer enviado especial de Estados Unidos para los derechos humanos de las personas LGBTI.

## Primeros años
Randy W. Berry nació en 1965. y creció en el rancho ganadero de su familia en el condado de Custer en Colorado. Berry se graduó de Bethany College en Lindsborg, Kansas, y recibió una beca Rotary para asistir a la Universidad de Adelaide en Australia. Además de inglés, habla español y árabe.

## Carrera
Berry trabajó para America West Airlines en Phoenix, donde fue empleado como gerente de capacitación internacional. Se unió al Servicio Exterior de los Estados Unidos en 1993, sirviendo como diplomático en Nepal, Bangladesh, Egipto, Sudáfrica y Uganda. y luego se desempeñó como Cónsul General de los Estados Unidos en Auckland de 2009 a 2012. Fue Cónsul General en Ámsterdam de 2012 a 2015.
Berry se desempeñó como Enviado Especial para los Derechos Humanos de las Personas LGBTI de 2015 a 2017. Este puesto se creó después de que el congresista demócrata Alan Lowenthal de California y el senador demócrata Edward Markey se lo pidieron al Secretario de Estado, John Kerry. En su primer año como Enviado Especial, Berry viajó a 42 países en un esfuerzo por garantizar que las personas LGBT en todo el mundo gocen de los mismos derechos ante la ley, iniciando en América del Sur.
El 20 de enero de 2017, la administración Obama también nombró a Berry Subsecretario Adjunto en la Oficina de Democracia, Derechos Humanos y Trabajo. El 13 de febrero, el Departamento de Estado anunció que Berry continuaría en ese puesto, así como en el de Enviado Especial de la administración Trump. Tony Perkins, director del Consejo de Investigación Familiar, calificó el nombramiento como "un hecho decepcionante" y dijo que "mantener a Berry solo demuestra al mundo que la agenda extremista de los años de Obama sigue profundamente arraigada en el Departamento de Estado". Berry dejó vacante el cargo de Enviado Especial en noviembre de 2017, el cual permaneció vacío hasta el final de la primera presidencia de Trump.

### Embajador de Estados Unidos en Nepal
Berry fue nominado como embajador de Estados Unidos en Nepal por el presidente Donald Trump en mayo de 2018 y confirmado por el Senado el 6 de septiembre de 2018. Berry presentó sus cartas credenciales a la presidenta nepalí, Bidya Devi Bhandari, el 25 de octubre de 2018. Berry fue uno de los cinco embajadores LGBT designados bajo la administración Trump. Dejó el cargo el 2 de octubre de 2022, después de la juramentación de su sucesor, Dean R. Thompson, y su propia confirmación como embajador en Namibia.

### Embajador de Estados Unidos en Namibia
El 22 de junio de 2022, el presidente Joe Biden nominó a Berry como embajador en Namibia. Las audiencias sobre su nominación se llevaron a cabo ante el Comité de Relaciones Exteriores del Senado el 28 de julio de 2022. Su nominación fue informada favorablemente por el comité el 3 de agosto de 2022, y la nominación fue confirmada por el pleno del Senado el 30 de septiembre de 2022. Berry presentó sus cartas credenciales al presidente Hage Geingob el 9 de febrero de 2023.

## Vida personal
Berry está casado con Pravesh Singh, con quien crio un hijo y una hija.